# Burchard Adam Sellius
Burchard Adam Sellius (getauft am 22. Juli 1707 in Tondern; † 7. Dezemberjul. / 18. Dezember 1745greg. im Alexander-Newski-Kloster bei Sankt Petersburg) war ein Historiker.

## Leben
Burchard Adam Sellius war ein Sohn von Friedrich Adam Sellius und dessen Ehefrau Marie Elisabeth, geborene Giese. Die Mutter war eine Tochter des Tonderner Ratsherren Burchard Giese und hatte zuvor in erster Ehe am 27. Juli 1702 Claus Langheim geheiratet, der im März 1705 verstorben war. Sellius‘ Mutter starb kurz nach der Geburt ihres Sohnes und wurde am 10. März 1711 begraben. Der Vater hatte zu diesem Zeitpunkt bereits seit längerer Zeit Schulden und zog aus Tondern fort. Sellius lebte danach bei seinem Großvater Burchard Giese, der 1718 starb. Anschließend zog er zu seinem Onkel und Ratsherren Peter Giese.
Sellius ging in Tondern zur Schule und begann 1725 ein Theologiestudium. Ab Anfang 1727 nannte er sich stud. med. Im Juli/August 1728 bereiste er Erfurt und Leipzig und lebte danach einige Zeit in Halle und reiste im November 1728 von dort zurück. Im März 1729 schrieb er sich an der Universität Kiel ein und widmete sich medizinischen und historischen Studien. Im April 1729 sprach er im Rahmen einer öffentlichen Disputation. 1731 veröffentlichte er eine Bibliographie über anatomische Literatur. Er plante Urkunden und Chroniken von Orten und Regionen zusammenzustellen und darauf basierend die „Historische Nachricht von Schleswig und Holstein“ zu erarbeiten, stellte die Arbeiten jedoch in einem frühen Stadium ein.
Im Juni 1732 zog Sellius über Danzig nach Sankt Petersburg und arbeitete dort zunächst als Hauslehrer. 1734 erhielt er eine Stelle als Lateinlehrer am Seminar des Alexander-Newskij-Klosters. Während dieser Zeit stand er in Kontakt mit der Akademie der Wissenschaften, wo bspw. Gottlieb Siegfried Bayer tätig war, der offensichtlich Sellius‘ Interesse an Bibliographie für sich nutzte. Sellius veröffentlichte eine kommentierte Bibliographie über die zeitgenössische Politik- und Kirchengeschichte Russland, die seinerzeit ein bedeutendes Hilfsmittel darstellte. Das Werk wurde 1736 in Reval in lateinischer, 1815 in Moskau in russischer Sprache veröffentlicht. Darüber hinaus arbeitete er für die Akademie als Übersetzer.
Im Mai 1736 zog Sellius nach Moskau und arbeitete dort für einen russischen Adligen. Er besuchte oft Klöster und versuchte, Urkunden und Chroniken über die Geschichte Russlands zu finden. Der Theologe Peder von Haven traf ihn 1738/39 in Moskau und notierte, dass Sellius gut dänisch, deutsch und gesprochen, jedoch stark gestottert habe. Zu Zeiten des Theologiestudiums sei er hingegen in der Lage gewesen, fließend Predigten zu halten.
1741 diente Sellius dem königlichen Leibchirurgen und Grafen Johann Hermann von L’Estocq, fand aber keine Gönner, die ihm ein ausreichendes Einkommen boten. Er selbst sagte, dass ihn weder die Akademie noch der Graf entlohnt hätten. Der dänische Geschäftsträger Legationssekretär Johann Koefoed, für den Sellius schrieb und übersetzte, zahlte ihm 1743 anfangs 120 Rubel, danach kleinere Beträge. Anfang 1745 folgte Matthias Reinhold von Jessen auf Koefoed und sagte zu, Sellius zu entlohnen, was er jedoch nie tat.
Sellius entschied sich für ein Leben als Mönch und ging in das Alexander-Newski-Kloster. Bei seiner Konversion zur russisch-orthodoxen Kirche im Oktober 1744 bekam er den Vornamen Nikolaj. Im März 1745 erhielt er als Nikodim die Mönchskutte. Er befasste sich während dieser Zeit primär mit Quellen zur Geschichte der russischen Kirche. Den letzten Briefen, die er mit einer Art Galgenhumor schrieb, ist zu entnehmen, dass er in gewisser Weise enttäuscht war und insbesondere die Fastenzeremonien vor einer Amtseinführung als hart empfand. Er wählte das Leben als Mönch vermutlich, um einfacher Klosterarchive besuchen zu können, die Handschriften aufbewahrten, oder aus dem einfachen Grund, sich auf seine Studien konzentrieren zu können.
Sellius starb kurz nach dem Eintritt in das Kloster unverheiratet und kinderlos. Gemäß P. v. Havens war Sellius bereits vor der Konversion an einem inneren Geschwür erkrankt, das infolge des Klosterlebens binnen kurzer Zeit zum Tod führte.

## Werke
Sellius hinterließ Handschriften und 15 Bände umfassende Aufzeichnungen, die in die wahrscheinlich nicht mehr existierende Bibliothek des Seminars aufgenommen wurden. Der von ihm in lateinischen Versen verfasste „Historische Spiegel der Regenten Rußlands“ wurde seinerzeit in die russische Sprache übertragen und der Zarin Elisabeth übergeben. Sellius verwendete als Grundlage die Nestorchronik und erstellte die erste Gesamtdarstellung der russischen Historie. Diese wurde erst 1773 sowie 1788 gedruckt.
Eine bedeutende Arbeit erstellte Sellius mit „De Rossorum hierarchia“. Darin führte er exakt alle russischen Kirchen und Klöster auf und versah die Darstellung mit genauen Angaben der Quellen. Er gründete so die Forschung zur Kirchengeschichte des Landes mit.